# Manis Friedman
Manis Friedman (celým jménem Menachem Manis HaKohen Friedman; 14. února 1946 Praha) je chasidský kohen, rabín a spisovatel. Je také děkan Institutu židovských studií Bais Chana v Minnesotě.

## Život
Friedman se narodil v Praze do chasidské aškenázské židovské rodiny.
Matkou Manise byla Miriam Friedman, která byla potomkem židovského myslitele 18. století Ba'al Šem Tova.
Jeho otec, rabi Jakov Moše Friedman (1924-2004), byl synem rabína Meira Yisroela Issera Friedmana z polské Krynice. Ještě když Jakov Moše nebyl ani plnoletý, byla rodina vystěhována do pracovního tábora na Sibiři. Po válce byl požádán, aby zůstal v Praze, kde pomáhal židovským navrátilcům vyřizovat víza pro odjezd do Ameriky nebo Izraele. Pomáhal také mnoha osiřelým židovským dětem najít nový domov. Později byl dvakrát zatčen a mučen komunistickými úřady kvůli spolupráci s organizací Vaad Hatzalah, která zachraňovala židovské děti ze Sovětského svazu.
V roce 1950 se rodina odstěhovala do Spojených států. V roce 1969 přijal Manis rabínské vysvěcení na Rabbinical College of Canada.
V roce 1971, inspirován učením lubavičského rebeho M. M. Schneersona, Friedman spoluzaložil Bais Chana Women International, Institut pro židovská studia v Minnesotě pro ženy s malým nebo žádným formálním židovským vzděláním. Od počátku působil jako jeho děkan.
V letech 1984 až 1990 pracoval jako simultánní překladatel řady televizních přednášek Schneersona.
V roce 1990 vydal Friedman svou první knihu Doesn´t Anyone Blush Anymore? (To už se nikdo nečervená?). Od té doby publikoval řadu dalších knih pro dospělé i vzdělávacích knih pro děti. Přednášel v řadě měst po celém světě.

### Rodina
Manis Friedman je kohen. Je bratrem zpěváka Avrahama Frieda a otcem zpěváka Bennyho Friedmana. Mnoho z jeho 14 dětí je aktivních v hnutí Chabad Lubavič.

## Dílo
- Doesn't Anyone Blush Anymore? Reclaiming Modesty, Intimacy and Sexuality
- The Relief and Rescue Workers Guide to Judaism - a Rescue Workers Handbook
- The Joy of Intimacy: A Soulful Guide to Love, Sexuality & Marriage